# Le Serment de Cyriaque
 (janvier 2024).
 (janvier 2024).
La mise en forme du texte ne suit pas les recommandations de Wikipédia : il faut le « wikifier ».
Les points d'amélioration suivants sont les cas les plus fréquents. Le détail des points à revoir est peut-être précisé sur la page de discussion.
- Les titres sont pré-formatés par le logiciel. Ils ne sont ni en capitales, ni en gras.
- Le texte ne doit pas être écrit en capitales (les noms de famille non plus), ni en gras, ni en italique, ni en « petit »…
- Le gras n'est utilisé que pour surligner le titre de l'article dans l'introduction, une seule fois.
- L'italique est rarement utilisé : mots en langue étrangère, titres d'œuvres, noms de bateaux, etc.
- Les citations ne sont pas en italique mais en corps de texte normal. Elles sont entourées par des guillemets français : « et ».
- Les listes à puces sont à éviter, des paragraphes rédigés étant largement préférés. Les tableaux sont à réserver à la présentation de données structurées (résultats, etc.).
- Les appels de note de bas de page (petits chiffres en exposant, introduits par l'outil «  Source ») sont à placer entre la fin de phrase et le point final[comme ça].
- Les liens internes (vers d'autres articles de Wikipédia) sont à choisir avec parcimonie. Créez des liens vers des articles approfondissant le sujet. Les termes génériques sans rapport avec le sujet sont à éviter, ainsi que les répétitions de liens vers un même terme.
- Les liens externes sont à placer uniquement dans une section « Liens externes », à la fin de l'article. Ces liens sont à choisir avec parcimonie suivant les règles définies. Si un lien sert de source à l'article, son insertion dans le texte est à faire par les notes de bas de page.
- La présentation des références doit suivre les conventions bibliographiques. Il est recommandé d'utiliser les modèles {{Ouvrage}}, {{Chapitre}}, {{Article}}, {{Lien web}} et/ou {{Bibliographie}}. Le mode d'édition visuel peut mettre en forme automatiquement les références.
- Insérer une infobox (cadre d'informations à droite) n'est pas obligatoire pour parachever la mise en page.

Pour une aide détaillée, merci de consulter Aide:Wikification.
Si vous pensez que ces points ont été résolus, vous pouvez retirer ce bandeau et améliorer la mise en forme d'un autre article.
Pour plus de détails, voir Fiche technique et Distribution.
Le Serment de Cyriaque est un long métrage documentaire-fiction réalisé par Olivier Bourgeois, sorti en 2021. Il traite des enjeux de protection du patrimoine, thème déjà abordé dans son précédent film Nous resterons sur Terre.
Ce documentaire-fiction, joué par les protagonistes dans leurs propres rôles, mêle séquences d'archives, interviews et scènes rejouées.

## Synopsis
En 2015, en plein conflit Syrien, un petit groupe d'archéologues, de conservateurs de musée et d'agents d'entretien jouent le rôle d’antiquaires et luttent pour préserver les collections monumentales d'antiquités du musée national d'Alep.
Pendant plusieurs mois, ces femmes et ces hommes se rendent chaque matin au musée sous une pluie de bombes, faisant face aux tirs de snipers, dormant sur le sol du musée pendant plusieurs jours pour tenter d'accomplir leur mission. Ils doivent évacuer 50 000 antiquités d'une ville assiégée. Sans électricité, sans eau, sans moyens, ils vident les vitrines, emballent les antiquités avec des morceaux de vêtements, démontent les faux plafonds pour les protéger dans des boîtes improvisées, construisent des murs de béton pour cacher des statues antiques aux pilleurs...

## Fiche technique
- Titre original : The Oath of Cyriac
- Titre français : Le Serment de Cyriaque
- Réalisation : Olivier Bourgeois
- Scénario : Olivier Bourgeois et Yasmine Mahmoud
- Montage : Frank Meyer
- Musique : Laurent Wolf
- Production : Olivier Bourgeois, Franck Meyer, Houmam Saad
- Producteurs associés : Lluis Alfons Kinder Espinosa
- Société de distribution : Cinemoz Group
- Pays d'origine : Andorre
- Langue originale : Arabe
- Format : couleur, 1.85, 4K numérique
- Genre : docufiction
- Durée : 73 minutes
- Dates de sortie : 2021

## Distribution
- Dr Maamoun Abdulkarim : directeur général de la direction générale des antiquités et des musées de Syrie (DGAM (en))
- Desbina Baslan : conservatrice du musée d'Alep
- Muhammad Bashir Shabani : directeur du musée d'Alep
- Rahaf Hamwi : conservatrice du musée d'Alep
- Ahmad Otham : conservateur du musée d'Alep
- Nawrouz Tobal : conservatrice du musée d'Alep
- Ahmad Deeb : directeur des musées (DGAM)
- Khaled Al Masri : directeur du département d'Archéologie d'Alep

## Accueil et distinctions
Le Serment de Cyriaque, reçoit un accueil favorable, aussi bien dans la presse, que dans les festivals de films consacrés à l'archéologie,. Il est sélectionné ou récompensé dans plus de 20 festivals internationaux.

## Distinctions
- 1er prix au festival du cinéma archéologique d'Agrigente 2023[4]
- Prix du film archéologique 2022 du festival de Varese[5]
- Grand Prix du festival et prix du meilleur film héritage culturel au festival Arkhaios 2022[7]
- Prix du Public et Prix de l'université de Florence au festival Firenze Archeofilm en 2022 (Italie)[8]
- Prix du meilleur film d'archéologie lors de la 33e édition du Rovereto-Archéologie-Mémoire (RAM) en 2022 (Italie)[9]
- Mention honorable au 19e festival international du film Archeology Channel en 2022 (États-Unis)[10]
- Prix du meilleur film au Festival Archeofilm de Bratislava en 2023 (Slovaquie)[11]
- Mention Honorable du film international de Cardiff[12]
- Sélection du festival du film de Saragosse 2023 [13]
- Sélection du festival du film archéologique, ethnographique et historique de Chypre 2022[14]
- Sélection du festival du film archéologique de Naples 2022[15]